# Susie O’Neill
Susie O’Neill, właśc. Susan O’Neill (ur. 2 sierpnia 1973 w Brisbane) – australijska pływaczka, wielokrotna medalistka olimpijska i rekordzistka świata.
Specjalizowała się w stylu motylkowym, choć sukcesy odnosiła także w dowolnym. Na igrzyskach debiutowała w Barcelonie w 1992, startowała także na dwóch następnych olimpiadach. Za każdym razem zdobywała medale (łącznie osiem). Wywalczyła dwa złote krążki, oba w konkurencji indywidualnej. Wielokrotnie była medalistką mistrzostw świata na długim (złoto na 200 m motylkiem w 1998, była także rekordzistką świata na tym dystansie) i krótkim basenie oraz Igrzysk Wspólnoty Narodów.

## Rekordy świata
| Data             | Miejsce  | Basen      | Konkurencja             | Rezultat    | Status                                |
| ---------------- | -------- | ---------- | ----------------------- | ----------- | ------------------------------------- |
| 17 maja 2000     | Sydney   | 50-metrowy | 200 m stylem motylkowym | 2:05.81 min | do 4 sierpnia 2002 Otylia Jędrzejczak |
| 17 lutego 1999   | Malmö    | 25-metrowy | 200 m stylem motylkowym | 2:05.37 min | do 2 września 1999                    |
| 2 września 1999  | Canberra | 25-metrowy | 200 m stylem motylkowym | 2:04.43 min | do 18 stycznia 2000                   |
| 18 stycznia 2000 | Sydney   | 25-metrowy | 200 m stylem motylkowym | 2:04.16 min | do 18 stycznia 2004 Yang Yu           |

## Wyróżnienia
- 1995, 1998, 1999, 2000: Najlepsza Pływaczka Roku Azji i Oceanii